# 宣州会馆
宣州会馆位于中国江苏省苏州市姑苏区吴殿直巷8号，是苏州市文物保护单位。

## 历史
宣州会馆是一座建于清代的会馆，由安徽省宣州商贾集资建造，现改造为酒店。2003年8月1日公布为苏州市控制保护建筑。2019年列入第八批苏州市文物保护单位。